# Flisby landskommun
Flisby landskommun var tidigare en kommun i Jönköpings län.

## Administrativ historik
När 1862 års kommunalförordningar trädde i kraft den 1 januari 1863 inrättades i Sverige cirka 2 400 landskommuner samt 89 städer och ett mindre antal köpingar.
Då inrättades i Flisby socken i Södra Vedbo härad i Småland denna kommun.
Vid kommunreformen 1952 uppgick denna landskommun i Solberga landskommun.
1971 uppgick sedan denna kommunen i den nybildade Nässjö kommun

## Politik

### Mandatfördelning i Flisby landskommun 1938-1946
| 6 | 14 |

| 20 |

| 6 | 9 | 5 |

| 19 |

| 4 | 11 | 5 |

| 19 |